# Tabatha Grunewald
Tabatha Grunewald (ur. 8 października 1992) – francuska zapaśniczka walcząca w stylu wolnym. Zajęła siódme miejsce na mistrzostwach Europy w 2019. Dziewiata na igrzyskach europejskich w 2019. Dziewiąta na igrzyskach wojskowych w 2019. Srebrna medalistka igrzysk frankofońskich w 2017. Ósma na Uniwersjadzie w 2013, jako zawodniczka Ecole Nationale de Kinésithérapie et de Rééducation (ENKRE) w Saint-Maurice. Wicemistrzyni Europy kadetów w 2009.
Mistrzyni Francji w 2016; druga w 2010, 2011, 2014, 2015, 2017, 2018 i 2019; trzecia w 2013 roku.